# Петрята (Кишертский район)
Петря́та — деревня в Кишертском районе Пермского края. Входит в Андреевское сельское поселение.

## Население
| 2000 | 2004 | 2008 | 2010 | 2011 | 2012 | 2013 |
| ---- | ---- | ---- | ---- | ---- | ---- | ---- |
| 78   | ↘70  | ↘58  | ↘44  | →44  | ↗54  | ↘53  |
| 2014 | 2015 | 2016 |      |      |      |      |
| ↘52  | ↘51  | ↘49  |      |      |      |      |